# Hal Saflieni Hypogeum

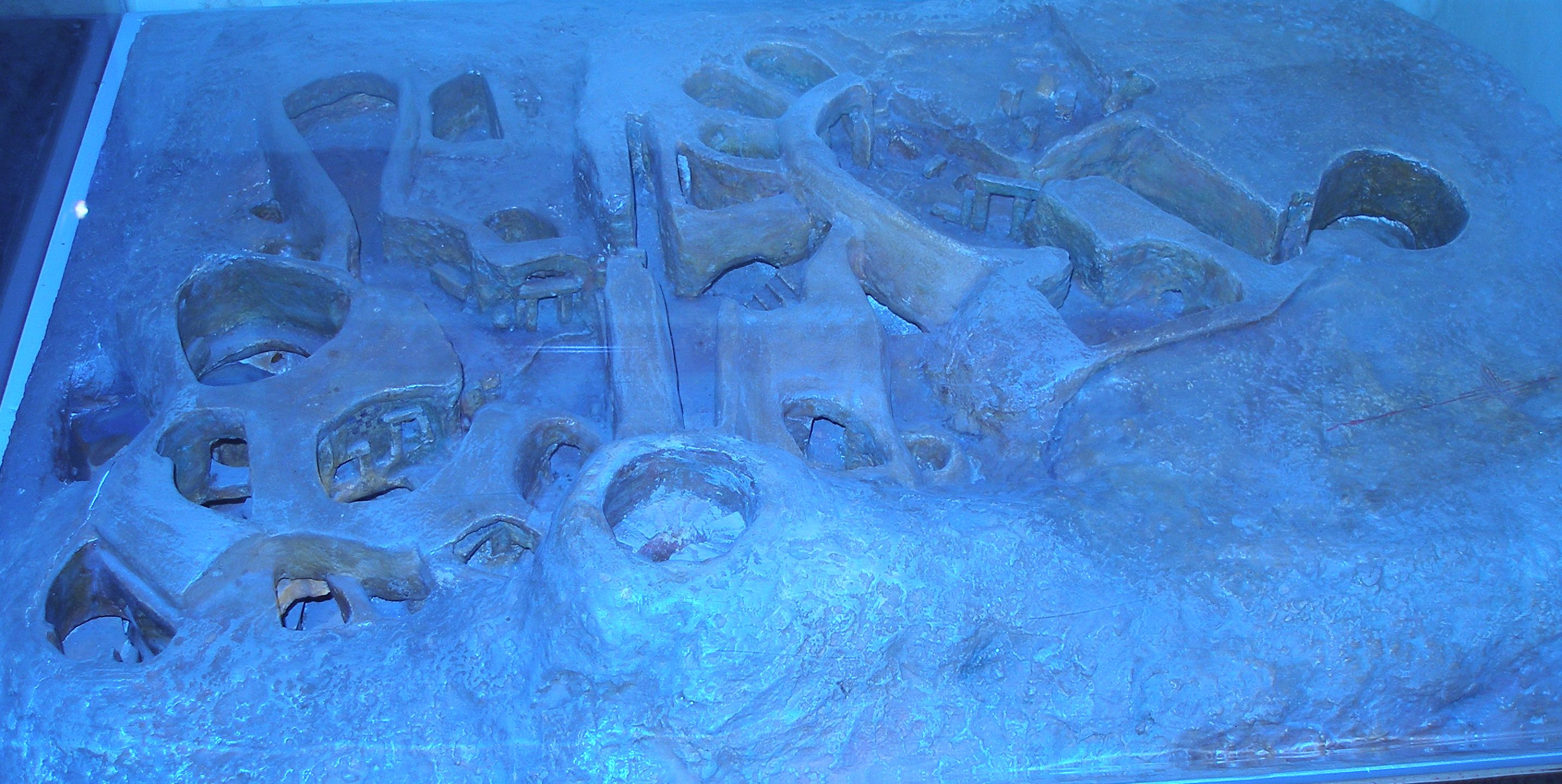
En modell av Hypogeum finns att beskåda på Arkeologiska museet i Valletta

Ħal-Saflieni Hypogeum, är en underjordisk katakomb-liknande struktur på Malta som förmodas ha anlagts runt år 2500 f.Kr. utifrån en naturlig grotta på platsen. Idag är det beläget under förorten Paola i närheten av Valletta. Strukturen är ett av Unescos världsarv.